# Aristide Baracchi
Aristide Baracchi (Reggio nell'Emilia, 31 luglio 1885 – Milano, 28 agosto 1964) è stato un baritono italiano.

## Biografia
Cantante lirico nella corda di baritono, noto soprattutto per le sue interpretazioni de La bohème di Giacomo Puccini, incise numerosi dischi per l'etichetta Società Italiana Fonotipia.
Dal 1928 al 1939 s'esibì alla Royal Opera House di Londra, in diverse opere, tra le quali Turandot di G. Puccini, nel ruolo di Ping, e Pagliacci di R. Leoncavallo, nel ruolo di Silvio.
Dal 1924 al 1951 fu presenza fissa al Festival lirico areniano, manifestazione di musica operistica, tenuto all'Arena di Verona.
Gli ultimi anni della sua vita furono dedicati all'insegnamento della musica a Milano, dove morì nel 1964 nella Casa di riposo per musicisti "G. Verdi".

## Repertorio e debutti
- La bohème (Giacomo Puccini) – Milano, Teatro Dal Verme, 1911, nel ruolo di Schaunard;
- Il barbiere di Siviglia (Gioachino Rossini) – Carrara, Politeama Giuseppe Verdi, 1915, nel ruolo di Don Bartolo;
- Cavalleria rusticana (Pietro Mascagni) – Brescia, Teatro Sociale, 1917, nel ruolo di Alfio;
- Madama Butterfly (Giacomo Puccini)  – Milano, Teatro Dal Verme, 1917, nel ruolo di Sharpless;
- Lucrezia Borgia (Gaetano Donizetti) - Teatro Comunale di Bologna, 1917, nel ruolo di Gubetta Belverana
- La rondine (Giacomo Puccini) - Teatro Comunale di Bologna, 1917, ruolo di Crébillon/Rabounier
- Werther (Jules Massenet) - Teatro Apollo di Bologna, 1918 ruolo di Alberto
- Lodoletta (Pietro Mascagni) - Teatro Donizetti di Bergamo, 1918 ruolo di Franz
- Sigfrido (Richard Wagner) - Teatro Regio di Torino, 1919 ruolo di Alberico
- Gianni Schicchi (Giacomo Puccini) - Teatro Regio di Torino, 1920, ruolo di Pinellino/Guiccio
- Lohengrin (Richard Wagner) - Teatro Comunale di Bologna, 1920, ruolo di araldo
- Otello (Giuseppe Verdi) - Teatro Comunale di Bologna, 1920, ruolo di araldo
- Pagliacci (Ruggero Leoncavallo) - Teatro La Fenice di Venezia, 1921, ruolo di Tonio
- Carmen (Georges Bizet) - Teatro La Fenice di Venezia, 1921, ruolo di Escamillo
- Rigoletto (Giuseppe Verdi) - Teatro alla Scala di Milano, 1922 ruolo di Monterone
- Gianni Schicchi (Giacomo Puccini) - Teatro alla Scala di Milano, 1922, ruolo di Marco
- Il piccolo Marat (Pietro Mascagni) - Teatro Donizetti di Bergamo, 1922, ruolo di capitano
- Debora e Jaele (Ildebrando Pizzetti) – Milano, Teatro alla Scala, 16 dicembre 1922, nel ruolo di Piràm;
- La cena delle beffe (Umberto Giordano) – Milano, Teatro alla Scala, 20 dicembre 1924, diretta da Arturo Toscanini, nel ruolo di Fazio
- I cavalieri di Ekebù (Riccardo Zandonai) – Milano, Teatro alla Scala, 7 marzo 1925, nel ruolo di Everardo;
- Sly (Ermanno Wolf-Ferrari) – Milano, Teatro alla Scala, 29 dicembre 1927, nel ruolo del quarto nobile cinese
- Manon Lescaut (Giacomo Puccini) - 1930, nel ruolo dell'oste e di un sergente
- Fra Gherardo (Ildebrando Pizzetti) – Milano, Teatro alla Scala, 16 maggio 1928, in diversi ruoli;
- Il re  (Umberto Giordano) – Milano, Teatro alla Scala, 12 gennaio 1929, nel ruolo del maggiordomo;
- Nerone (Pietro Mascagni) – Milano, Teatro alla Scala, 16 gennaio 1935, nel ruolo Vinìcio;
- Lucrezia (Ottorino Respighi) – Milano, Teatro alla Scala, 24 febbraio 1937, nel ruolo di Valerio;
- La fanciulla del West (Giacomo Puccini) - 1950, nel ruolo di Billy Jackrabbit
- Cagliostro (Ildebrando Pizzetti) – Auditorium Rai di Milano, 5 novembre 1952, nel ruolo di uno dei domestici;
- Madama Butterfly (Giacomo Puccini) - 1956, nel ruolo del commissario imperiale

## Discografia
- La bohème – 1917 Orchestra e Coro della Scala, direttore Carlo Sabajno
- La bohème – 1928 Orchestra e Coro della Scala, direttore Lorenzo Molajoli
- La bohème – 1928 Orchestra e Coro della Scala, direttore Carlo Sabajno
- Il barbiere di Siviglia – 1929 direttore Lorenzo Molajoli
- Manon Lescaut - 1931 Orchestra e coro del teatro alla scala, direttore Lorenzo Molajoli
- Carmen - 1932 Orchestra e Coro della Scala, direttore Lorenzo Molajoli
- La bohème – 1938 Orchestra e Coro della Scala, direttore Umberto Berrettoni